# روتربرگ
روتربرگ (به لاتین: Rooterberg) یک کوه در سوئیس است که در کانتون لوتسرن واقع شده‌است. روتربرگ ۸۴۰ متر بالاتر از سطح دریا واقع شده‌است.